# دائرة خدمات الهجرة والجنسية الأمريكية
دائرة خدمات الهجرة والجنسية الأمريكية (بالإنجليزية: United States Citizenship and Immigration Services)‏ هي وكالة حكومية في الولايات المتحدة الامريكية تعنى بشؤون الهجرة وكل ما يتعلق بالحصول على الجنسية والإقامة داخل أراضي الولايات المتحدة وهي تحت وصاية وزارة الأمن الداخلي.
تُصنّف دائرة خدمات الهجرة والجنسية الأمريكية كوكالة فرعية من وزارة الأمن الداخلي الأمريكية، بدأت عملها في عام 2003، انشئت لتعزيز أمن وكفاءة خدمات الهجرة من خلال قانون الأمن الداخلي لعام 2002 (Pub. L. No. 107-296, 116 Stat. 2135)، وفصل هذا القانون دائرة الهجرة والتجنس السابقة وقسمها إلى 3 دوائر منفصلة ضمن الوزارة، وهي دائرة خدمات الهجرة والجنسية ووكالة إنفاذ قوانين الهجرة والجمارك، وهيئة الجمارك وحماية الحدود.
ومن متطلبات الكونجرس أن يكون تمويل هذه الدائرة ذاتياً عن طريق رسوم خدماتها، بعكس الوكالات الفيدرالية الأخرى التي يكون تمويلها من ضمن ميزانية الولايات المتحدة الأمريكية.  
وتُعتبر هذه الدائرة مسؤولة حصراً عن إدارة طلبات ومُعاملات الهجرة والتعامل مع النماذج المتعلقة بها، مثل: معاملات التجنيس وتأشيرات العمل المؤقتة ومُعاملات تعديل حالة الإقامة والإقامة الدائمة، بالإضافة إلى مُعاملات اللجوء.